# Slag bij Iwangorod

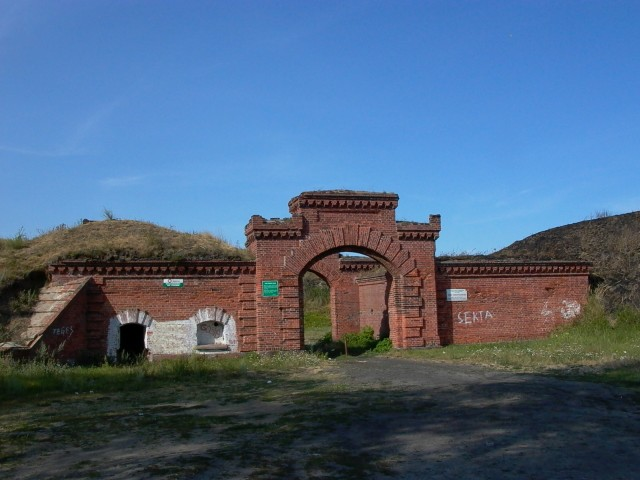
Poort naar een fort in Iwangorod, het huidige Dęblin

De Slag bij Iwangorod (9-20 oktober 1914) was het hoogtepunt van de Duits-Oostenrijkse herfstveldtocht in Zuid-Polen. Deze veldslag eindigde met de terugtrekking van het 1ste Oostenrijks-Hongaarse leger op Krakau en het 9de Duitse leger tot aan de grens van Opper-Silezië. Op 4 augustus 1915 werd Iwangorod, in aansluiting op de eerdere overwinning bij Gorlice, door de Duitsers onder Remus von Woyrsch en door de Oostenrijkers onder Kövess ingenomen.
Iwangorod (Pools: Dęblin) was een vesting in het Poolse district Lublin, gelegen aan de Weichsel, knooppunt van de spoorlijn Kowel-Warschau. Dit werd vóór 1914 tot dubbel bruggenhoofd en vestinggordel (omtrek 22 km) met fortenketen uitgebouwd en vormde met Warschau, Nowo-Georgiewsk en Brest-Litowsk het belangrijkste Russisch-Poolse verdedigingscentrum.